# Campeonato Catarinense de Futebol de 2019 - Série A - Sub 20
O Campeonato Catarinense de Futebol de 2019 - Série A - Sub 20 foi a 39ª edição desta competição, e conta com a participação de 9 equipes, sendo realizada entre os dias 30 de março e 31 de agosto de 2019.

## Regulamento
A competição terá quatro fases: turno e returno, quartas de finais, semifinais e final. Na primeira fase as equipes se enfrentarão entre si em jogos de ida e volta e os oito mais bem colocados estarão classificados para as quartas de finais. As quartas de finais, semifinais e final serão disputadas no sistema de confronto eliminatório, jogos de ida e volta. As equipes que somarem mais pontos ao final do jogo de volta estarão classificadas para fase seguinte. Persistindo empate em número de pontos, as equipes com melhor saldo de gols somente no confronto da respectiva fase avançam. Caso haja empate também no saldo de gols, as equipes mandantes se classificarão.

## Participantes
| Equipe             | Cidade        | Em 2018 | Estádio                            | Títulos (último) |
| ------------------ | ------------- | ------- | ---------------------------------- | ---------------- |
| Atlético Tubarão   | Tubarão       | 2º      | Estádio Domingos Silveira Gonzales | 0                |
| Avaí               | Florianópolis | 4º      | C.F.A. Avaí                        | 7 (2017)         |
| Brusque            | Brusque       | -       | C.T. Brusque                       | 0                |
| Chapecoense        | Chapecó       | 1º      | C.T. Chapecoense                   | 2 (2018)         |
| Criciúma           | Criciúma      | 5º      | C.T. Criciúma                      | 13 (2013)        |
| Figueirense        | Florianópolis | 3º      | Orlando Scarpelli                  | 7 (2015)         |
| Guarani de Palhoça | Palhoça       | -       | Renato Silveira                    | 0                |
| Joinville          | Joinville     | 6º      | C.T. Joinville                     | 6 (1998)         |
| Metropolitano      | Blumenau      | -       | Atlético Itoupava                  | 0                |

## Classificação geral
| 1 | Chapecoense        | 31 | 16 | 9 | 4 | 3  | 34 | 17 | +17 |
| 2 | Avaí               | 31 | 16 | 9 | 4 | 3  | 32 | 22 | +10 |
| 3 | Criciúma           | 27 | 16 | 7 | 6 | 3  | 33 | 21 | +12 |
| 4 | Joinville          | 26 | 16 | 7 | 5 | 4  | 29 | 21 | +8  |
| 5 | Tubarão            | 25 | 16 | 7 | 4 | 5  | 28 | 28 | 0   |
| 6 | Figueirense        | 21 | 16 | 6 | 3 | 7  | 29 | 27 | +2  |
| 7 | Metropolitano      | 14 | 16 | 3 | 5 | 8  | 13 | 29 | -16 |
| 8 | Brusque            | 12 | 16 | 3 | 3 | 10 | 19 | 34 | -15 |
| 9 | Guarani de Palhoça | 11 | 16 | 3 | 2 | 11 | 20 | 38 | -18 |

|  | Quartas de final          | Quartas de final          | Quartas de final          | Quartas de final          |   |             | Semifinais                 | Semifinais                 | Semifinais                 | Semifinais                 |  |             | Final                       | Final                       | Final                       | Final                       |  |  |
|  | 14 de julho a 20 de julho | 14 de julho a 20 de julho | 14 de julho a 20 de julho | 14 de julho a 20 de julho |   |             | 27 de julho a 03 de agosto | 27 de julho a 03 de agosto | 27 de julho a 03 de agosto | 27 de julho a 03 de agosto |  |             | 17 de agosto a 24 de agosto | 17 de agosto a 24 de agosto | 17 de agosto a 24 de agosto | 17 de agosto a 24 de agosto |  |  |
|  |                           |                           |                           |                           |   |             |                            |                            |                            |                            |  |             |                             |                             |                             |                             |  |  |
|  | Chapecoense               | 1                         | 2                         | 3                         |   |             |                            |                            |                            |                            |  |             |                             |                             |                             |                             |  |  |
|  | Brusque                   | 1                         | 1                         | 2                         |   |             |                            |                            |                            |                            |  |             |                             |                             |                             |                             |  |  |
|  | Brusque                   | 1                         | 1                         | 2                         |   | Chapecoense | 2                          | 4                          | 6                          |                            |  |             |                             |                             |                             |                             |  |  |
|  |                           |                           |                           |                           |   | Chapecoense | 2                          | 4                          | 6                          |                            |  |             |                             |                             |                             |                             |  |  |
|  |                           | Joinville                 | 2                         | 0                         | 2 |             |                            |                            |                            |                            |  |             |                             |                             |                             |                             |  |  |
|  | Avaí                      | Joinville                 | 2                         | 0                         | 2 | 1           | 2                          | 3                          |                            |                            |  |             |                             |                             |                             |                             |  |  |
|  | Avaí                      |                           |                           |                           |   | 1           | 2                          | 3                          |                            |                            |  |             |                             |                             |                             |                             |  |  |
|  | Metropolitano             | 0                         | 1                         | 1                         |   |             |                            |                            |                            |                            |  |             |                             |                             |                             |                             |  |  |
|  | Metropolitano             | 0                         | 1                         | 1                         |   |             |                            |                            |                            |                            |  | Chapecoense | 0                           | 1                           | 1                           |                             |  |  |
|  |                           |                           |                           |                           |   |             |                            |                            |                            |                            |  | Chapecoense | 0                           | 1                           | 1                           |                             |  |  |
|  |                           | Avaí                      | 2                         | 0                         | 2 |             |                            |                            |                            |                            |  |             |                             |                             |                             |                             |  |  |
|  | Criciúma                  | Avaí                      | 2                         | 0                         | 2 | 1           | 1                          | 2                          |                            |                            |  |             |                             |                             |                             |                             |  |  |
|  | Criciúma                  |                           |                           |                           |   | 1           | 1                          | 2                          |                            |                            |  |             |                             |                             |                             |                             |  |  |
|  | Figueirense               | 1                         | 0                         | 1                         |   |             |                            |                            |                            |                            |  |             |                             |                             |                             |                             |  |  |
|  | Figueirense               | 1                         | 0                         | 1                         |   | Avaí        | 1                          | 2                          | 3                          |                            |  |             |                             |                             |                             |                             |  |  |
|  |                           |                           |                           |                           |   | Avaí        | 1                          | 2                          | 3                          |                            |  |             |                             |                             |                             |                             |  |  |
|  |                           | Criciúma                  | 0                         | 1                         | 1 |             |                            |                            |                            |                            |  |             |                             |                             |                             |                             |  |  |
|  | Joinville                 | Criciúma                  | 0                         | 1                         | 1 | 1           | 0                          | 1 (5)                      |                            |                            |  |             |                             |                             |                             |                             |  |  |
|  | Joinville                 |                           |                           |                           |   | 1           | 0                          | 1 (5)                      |                            |                            |  |             |                             |                             |                             |                             |  |  |
|  | Tubarão                   | 0                         | 1                         | 1 (4)                     |   |             |                            |                            |                            |                            |  |             |                             |                             |                             |                             |  |  |

| \| Campeonato Catarinense de Futebol de 2019 - Série A - Sub 20 \| \| ------------------------------------------------------------ \| \| Avaí Campeão (8.º título) \| - Campeonato Catarinense de Futebol - Campeonato Catarinense de Futebol de 2019 - Série A - Campeonato Catarinense de Futebol de 2019 - Série B - Campeonato Catarinense de Futebol de 2019 - Série C - Copa Santa Catarina de 2019 - Federação Catarinense de Futebol 1. 2. - «Federação Catarinense de Futebol - Site Oficial» |
| Campeonato Catarinense de Futebol de 2019 - Série A - Sub 20 |
| |
| Avaí Campeão (8.º título) |

| Campeonato Catarinense de Futebol de 2019 - Série A - Sub 20 |
| ------------------------------------------------------------ |
| Avaí Campeão (8.º título)                                    |